# Запис Јовановића орах (Придворица)
Запис Јовановића орах (Придворица) се налази на парцели чији је власник Јовановић Гвозденија.

## Локација
| Општина             | Чачак                                                                       |
| Катастарска општина | Придворица                                                                  |
| Потес               | Придворичка коса                                                            |
| Координате          | 43° 51′ 44″ С; 20° 17′ 41″ И / 43.862099999999998° С; 20.294699999999999° И |
| Надморска висина    | 476m                                                                        |

## Карактеристике
Дендрометријске вредности утврђене на терену и сателитским снимцима:
| Стабло                     | Орах |
| Висина стабла              | m    |
| Обим дебла                 | m    |
| Пречник крошње             | 6m   |
| Пречник дебла              | m    |
| Висина дебла до прве гране | m    |

## База записа
Запис је у оквиру Викимедија пројекта "Запис - Свето дрво" заведен под редним бројем 0921.